# Karaikal (huyện)
Karaikal là một huyện thuộc bang Puducherry, Ấn Độ. Thủ phủ huyện Karaikal đóng ở Karaikal. Huyện Karaikal có diện tích 160 ki lô mét vuông. Đến thời điểm năm 2001, huyện Karaikal có dân số 170640 người.